# (24604) Васильермаков
(24604) Васильермаков (лат. Vasilermakov) — типичный астероид главного пояса, открыт 27 сентября 1973 года советским астрономом Людмилой Черных в Крымской астрофизической обсерватории и 22 февраля 2016 года назван в честь священнослужителя Василия Ермакова.

## Обнаружение и именование
(24604) Васильермаков
Открыт 27 сентября 1973 года в Научном Л. И. Черных.
Ермаков Василий Тимофеевич (1927—2007) — священник, историк христианства и общественный деятель. Он был автором книг по истории Православной церкви и статей по актуальным вопросам морали.
Оригинальный текст (англ.)24604 Vasilermakov
Discovered 1973 Sept. 27 by L. I. Chernykh at Nauchnyj.
Ermakov Vasilij Timofeevich (1927—2007) was a priest, a historian of Christianity and a social activist. He was the author of books on the history of the Orthodox Church and articles on current moral issues.
Источники: MPC batch dated 2016-02-22; M.P.C. 98711.

## Орбита

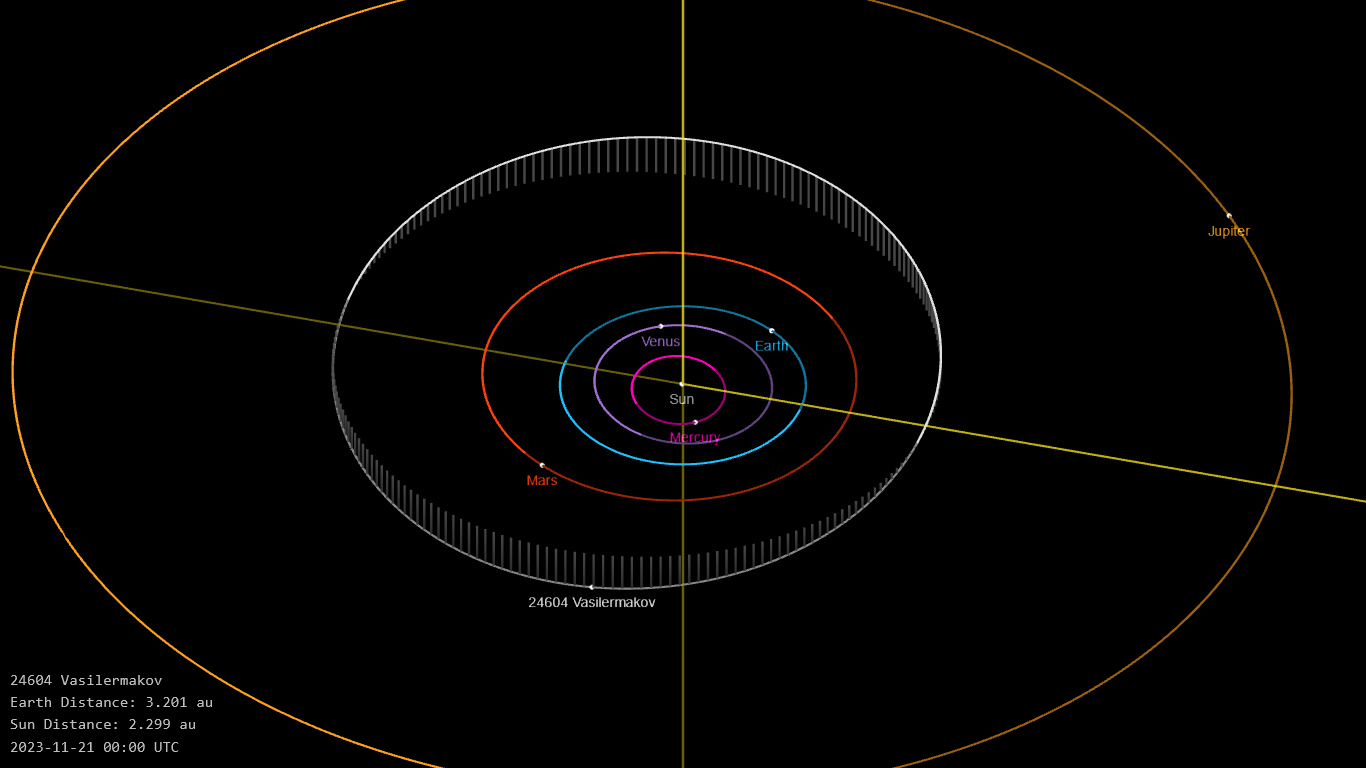
Орбита астероида Васильермаков и его положение в Солнечной системе

## Физические характеристики
Из наблюдений телескопа VISTA следует, что астероид относится к таксономическому классу V.
По результатам наблюдений в видимом и ближнем инфракрасном диапазоне космического телескопа NEOWISE диаметр астероида оценивался равным 4,607±0,285 км. Согласно тем же источникам альбедо оценивается как 0,2756±0,0234 и 0,276±0,023.